# 陳妃 (台灣)
世子妃陳氏（1661年—1681年），籍貫福建龍溪石美（今龍海市角美鎮石美村），是第二代延平王鄭經世子、东宁监国鄭克𡒉 的正室夫人。父親為「鄭家諸葛」陳永華，兄長為第一位出身臺灣的進士陳夢球。

## 生平
父陳永華任諮議參軍兼東寧總制，為东宁的名門望族；由於出身高貴，陳妃的行為舉止十分高雅有禮，並且通曉文史工書等學藝。
陳妃長成後，與東寧潮文王鄭經的長子鄭克𡒉成婚。永曆二十八年（1674年）鄭經西征滿清（三藩之亂）之際，由於鄭經諸弟十分驕橫，陳永華與六官都難以約制，因此冊立元子鄭克𡒉為世子，並賜予「監國」之職權，持有「監國世孫」印璽，陳妃遂成為「世子妃」。
永曆三十五年正月廿八（1681年3月17日）鄭經薨殂於承天府行臺，遺囑由世子監國鄭克𡒉繼承大統。
然而，鄭克𡒉於擔任監國期間，對於一切國事皆賞罰至公，得罪了許多鄭氏宗室以及文武大臣。此外，身為外戚的侍衛鎮馮錫範，暗自計劃擁立自己的女婿，鄭經次子鄭克塽為王。因此，馮錫範聯合了鄭哲順以及劉國軒等人，向董太王太妃進讒言說「欽舍為李氏之子」，又加上董太妃向來對這位氣死丈夫鄭成功的世孫十分厭惡，因此於簾幃後方下令收取其印璽。太監至安平鎮的王城，向克𡒉收取印璽，克𡒉起初拒絕。
當時傳言監國鄭克𡒉將領兵平息內鬨，眾人手足無措，在次弟鄭克塽之母黃和娘挺身而出的勸說下，前往北園別宮納印，但卻遭董太王太妃軟禁，隨後遭鄭哲順等人命令烏鬼殺害克𡒉。次日，鄭克塽繼位。
董太王太妃事後傳喚陳妃入宮，告訴陳妃念及其父親陳永華之功勞，請她繼續居住在宮中。陳妃拒絕，向太王太妃訴怨後，帶著夫君的棺木離開，居住在墓旁守靈，晝夜不停地哀啼，東寧人民皆十分同情。無視其兄長的勸說，懷有身孕的陳妃於絕食七日後，自縊而死，與夫君合葬於天興州武定里洲仔尾的白馬穴。
陳妃死時才20歲。與世子鄭克𡒉合葬之後，東寧人民經常見到世子與陳妃乘馬一同出現，眾人皆謂之神靈。

## 家庭
- 父親：陳永華
- 母親：洪淑貞
  - 長兄：陳夢緯
  - 次兄：陳夢球
  - 三兄：陳夢□[10]

## 相關作品
- 《黑水溝》：1987年台灣小說，原著姚嘉文。
- 《東寧王國》，1994年台灣河洛歌子戲團。